# Любомир Любоєвич
Любомир Любоєвич (серб. Љубомир Љубојевић; нар. 2 лютого 1950, Ужиці) – сербський шахіст, гросмейстер від 1971 року.

## Шахова кар'єра
У другій половині 1970-х - 1980-х роках належав до першої десятки шахістів світу. Міжнародну кар'єру розпочав 1970 року, здобувши в Гронінгені срібну медаль чемпіонату Європи серед юніорів. Неодноразово брав участь у сильних турнірах за запрошення, на багатьох із них перемагаючи, зокрема:
- 1970 – Сараєво (1-2-ге місце турнір Босна), Чачак (1-2-ге місце)
- 1971 – Пальма-де-Майорка (1-2-ге місце), Врнячка-Баня (2-ге місце)
- 1972 – Каорле (1-2-ге місце), Торнабі (2-ге місце)
- 1973 – Маніла (2-ге місце)
- 1974 – Лас-Пальмас (1-ше місце), Оренсе (1-ше місце)
- 1975 – Лас-Пальмас (1-ше місце), Маніла (1-ше місце), Амстердам (1-ше місце, турнір IBM)
- 1976 – Вейк-ан-Зеє (1-2-ге місце)
- 1978 – Ужице (1-ше місце), Прайха де Роха (1-ше місце)
- 1979 – Сан-Паулу (1-2-ге місце), Буенос-Айрес (1-2-ге місце)
- 1980 – Пуерто-Мадрин (1-2-ге місце)
- 1981 – Бразиліа (1-ше місце), Буенос-Айрес (1-5-те місце)
- 1982 – Вербас (1-ше місце), Бугойно (2-3-тє місце)
- 1983 – Tilburg (2-3-тє місце)
- 1985 – Лінарес (1-2-ге місце)
- 1986 – Амстердам (1-ше місце), Тілбург (2-ге місце), вейк-ан-Зеє (2-4-те місце), Бугойно (2-3-тє місце), Реджо-Емілія (1-3-тє місце)
- 1987 – Белград (1-ше місце), Брюссель (1-2-ге місце)
- 1988 – Вінья-дель-Мар (1-ше місце), Брюссель (3-тє місце)
- 1989 – Барселона (1-2-ге місце), Лінарес (1-3-тє місце)
- 1994 – Леон (2-ге місце)

У 1993-2003 роках одинадцять разів брав участь у турнірах Амбер у Монако.
Попри безліч успішних виступів, йому так і не вдалося ніколи пробитися в матчі претендентів на звання чемпіона світу. Сім разів брав участь у міжзональних турнірах, однак без особливого успіху (найуспішніший виступ був у Манілі в 1976 році, 6-те місце). 1984 року виступив на 4-й шахівниці в матчі СРСР - решта світу.
Неодноразово представляв Югославію на командних змаганнях, зокрема:
- одинадцять разів на шахових олімпіадах (1972, 1974, 1978, 1980, 1982, 1984, 1986, 1990, 1994, 1998, 2002); п'ятиразовий призер: в командному заліку – срібний (1974) і двічі бронзовий (1972, 1980), а також в особистому заліку – золотий (1972 – на 3-й шахівниці) і бронзовий (1982 – на 1-й шахівниці)[2],
- на командному чемпіонаті світу (1989); дворазовий призер: в командному заліку – срібний (1989) та в особистому заліку – бронзовий (1989 – на 1-й шахівниці)[3],
- п'ять разів на командних чемпіонатах Європи (1973, 1977, 1980, 1983, 1992); п'ятиразовий призер: в командному заліку – двічі срібний (1973, 1983) і бронзовий (1977), а також в особистому заліку – золотий (1973 – 3-й шахівниці) і бронзовий (1983 – на 1-й шахівниці[4],
- на BŁĄD; призер: в командному заліку – срібний (1969)[5],
- шість разів на BŁĄD; багаторазовий призер, зокрема в командному заліку – тричі золотий (1972, 1978, 1981) і тричі бронзовий (1971, 1973, 1974)[6].

Найвищий рейтинг Ело в кар'єрі мав станом на 1 січня 1983 року, досягнувши 2645 очок займав тоді 3-тє місце (позаду Анатолія Карпова і Гаррі Каспарова) у світовому списку ФІДЕ.

## Зміни рейтингу
| На цьому місці має відображатися графік чи діаграма, однак з технічних причин його відображення наразі вимкнено. Будь ласка, не видаляйте код, який викликає це повідомлення. Розробники вже працюють для того, щоби відновити штатне функціонування цього графіка або діаграми. | |
| | На цьому місці має відображатися графік чи діаграма, однак з технічних причин його відображення наразі вимкнено. Будь ласка, не видаляйте код, який викликає це повідомлення. Розробники вже працюють для того, щоби відновити штатне функціонування цього графіка або діаграми. |